# Norellisoma mireki
Norellisoma mireki är en tvåvingeart som beskrevs av Sifner 1977. Norellisoma mireki ingår i släktet Norellisoma och familjen kolvflugor.
Artens utbredningsområde är Rumänien. Inga underarter finns listade i Catalogue of Life.